# Calathus fuscipes
Calathus fuscipes (лат.) — вид жуков из подсемейства Platyninae семейства жужелицы. Западнопалеарктический таксон, интродуцирован в Северную Америку. Жуки среднего размера (10—14 мм), почти чёрные (лапки длинные, стройные, жёлто-красные; усики красновато-коричневые). Включены в состав номинативного подрода Calathus. Крылья укороченные (брахиптерные), редко крупнокрылые. Обитает в незатенённых, относительно сухих местообитаниях: лугах, полях, балках и степях; от низменностей до гор.
Включён в Красную книгу Мордовии в статусе 2 — уязвимые виды с неуклонно сокращающейся численностью.
Известны ископаемые находки в Великобритании (от 0,781 до 0,126 млн лет).